# Могилівка (річка)
Могилівка, Могилянка — річка в Україні, в Звягельському районі Житомирської області, права притока річки Случі (басейн Дніпра.

## Опис
Довжина 21 км, похил річки — 1,32 м/км, найкоротша відстань між витоком і гирлом — 18,24 км, коефіцієнт звивистості річки — 1,16. Площа басейну водозбору 74,5 км². Річка формується багатьма безіменними струмками, загатами та частково каналізована.

## Розташування
Починається на східній околиці села Стара Гута, тече через село в північно-західному напрямку понад селом Вересівка. На південно-західній околиці села Катеринівка міняє свій напрямок і тече на південний захід у межах села Вільшанка. У селі Вербівка (колишнє Могильна) впадає в річку Случ, праву притоку Горині.

## Галерея

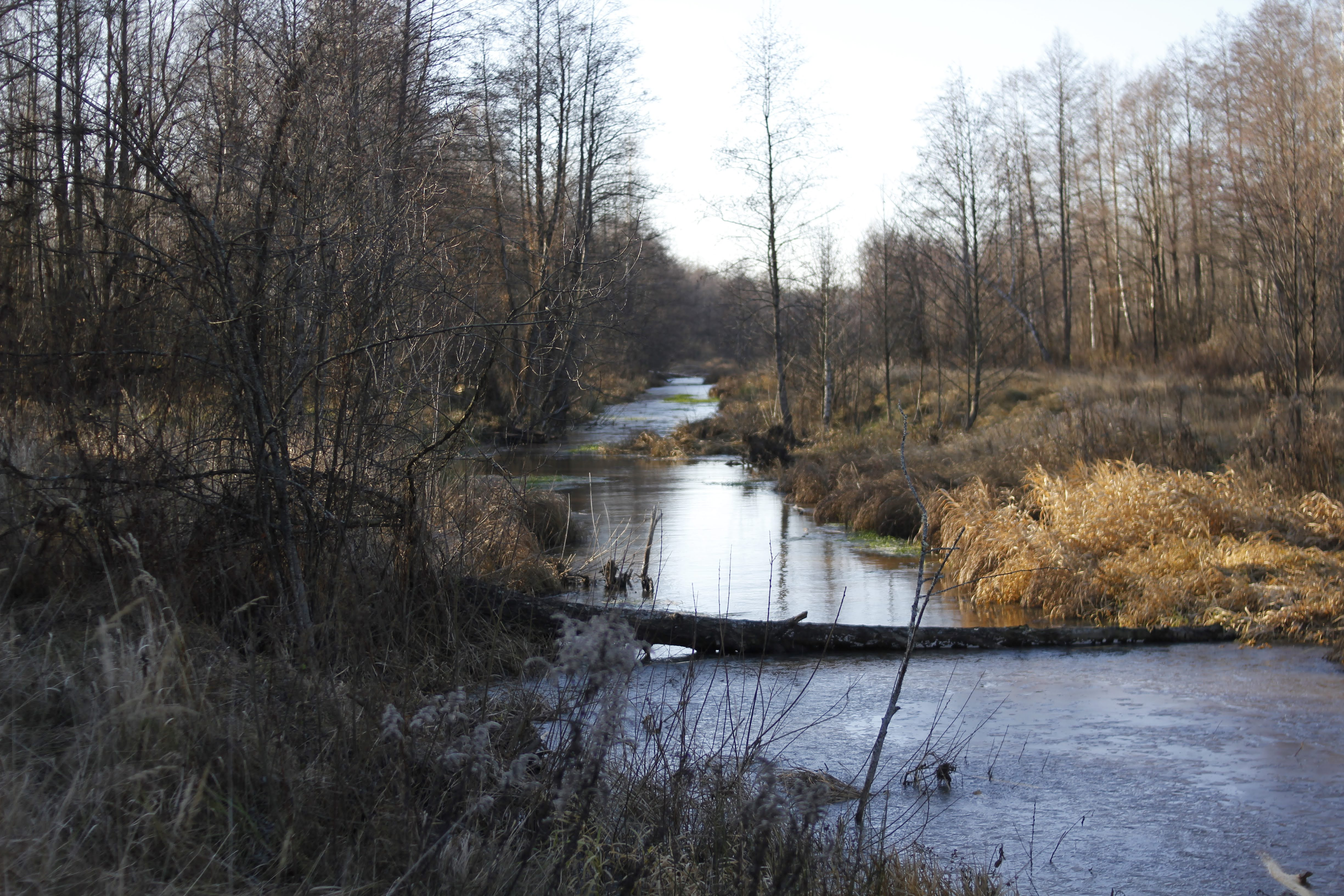
річка Могилянка біля села Вільшанка
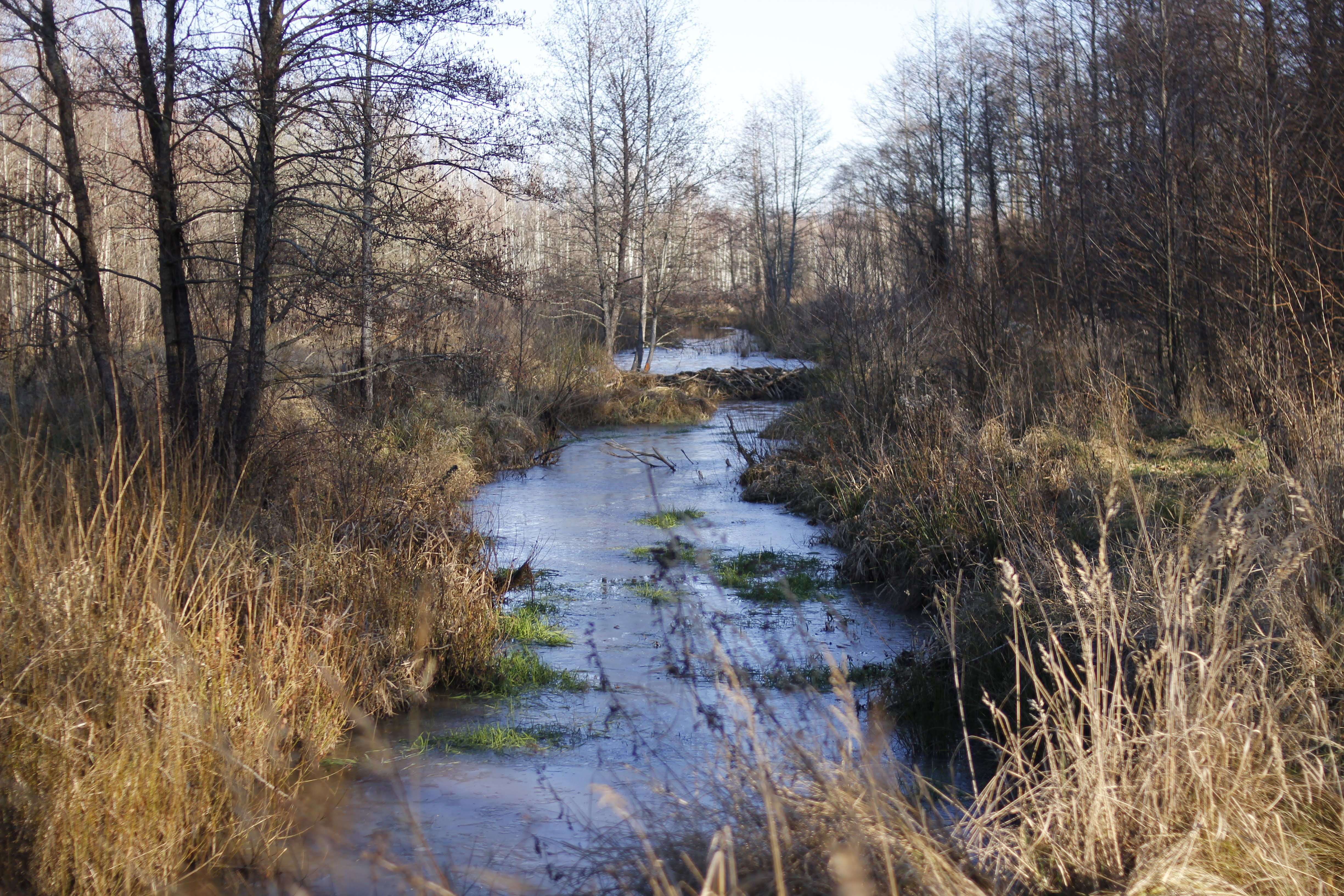
річка Могилянка біля села Вільшанка